# Aelfric il grammatico
Ælfric detto il grammatico (955 circa – 1010 circa) è stato un abate, scrittore e grammatico anglosassone.
È conosciuto anche come Ælfric di Eynsham, Ælfric di Cerne e Ælfric "scrittore di omelie".
Le sue opere, scritte in inglese antico, sono fondamentali documenti della prosa in volgare anglosassone, e consistono in agiografie, omelie, commentari biblici e altri generi.

## Biografia e opere

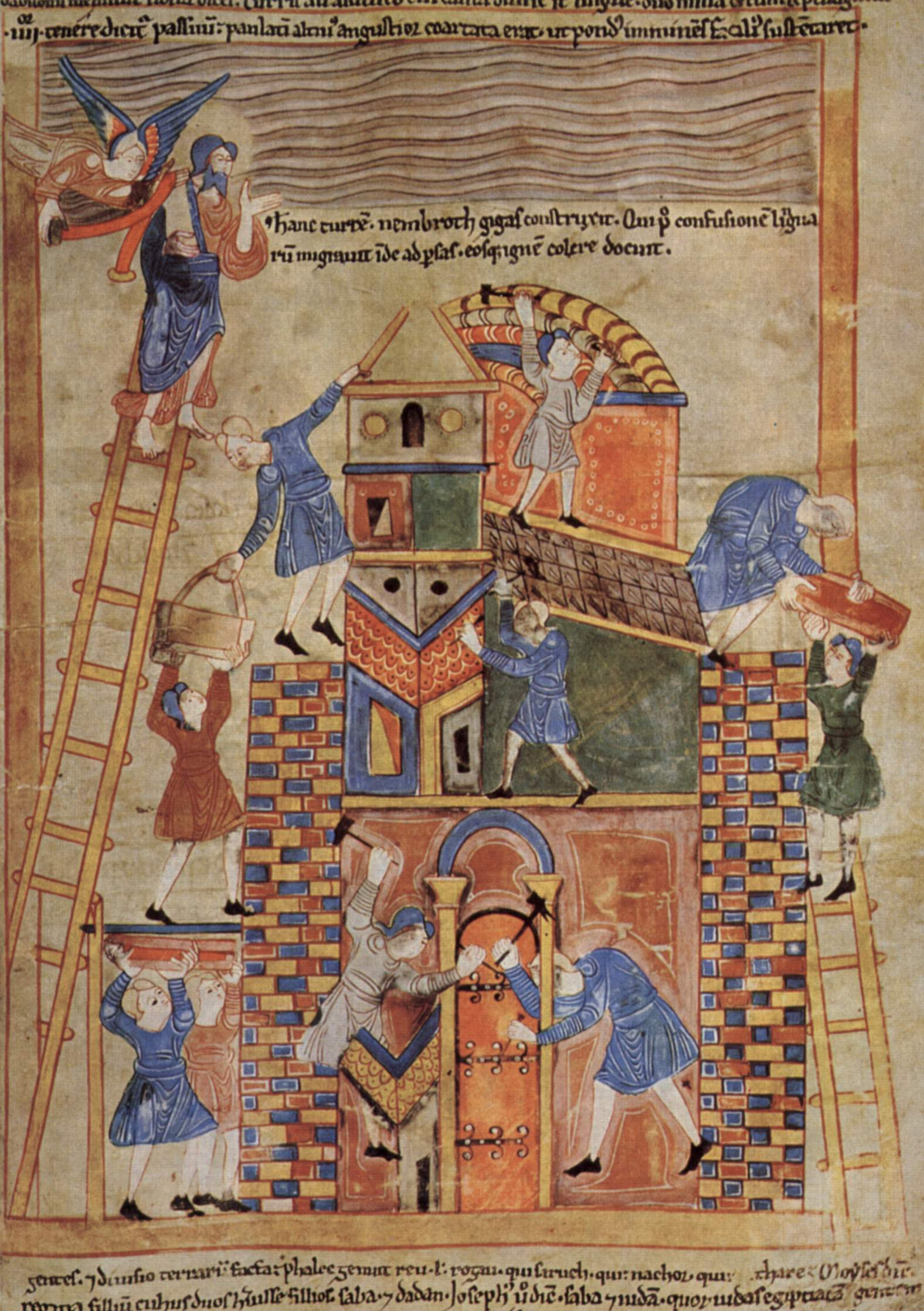
La torre di Babele, da un manoscritto illustrato dell'XI secolo, contenente una traduzione in inglese arcaico dell'Esateuco. Ælfric si occupò dell'introduzione alla Genesi, così come della traduzione di alcune sue parti. Un'altra copia del testo, senza illustrazioni sontuose ma con una traduzione del Libro dei Giudici si trova nella Bodleian Library di Oxford.

Ælfric fu educato nell'Old Minster benedettino di Winchester, sotto la guida di Æthelwold di Winchester, che fu vescovo in quella località dal 963 al 984. Æthelwold aveva continuato il lavoro di Dunstano ad Abingdon, e stava facendo lo stesso nell'abbazia di Winchester.
Ælfric si guadagnò indubbiamente la reputazione di dotto a Winchester poiché quando, nel 987, furono conclusi i lavori dell'abbazia di Cerne, nel Dorset, il vescovo Ælfeah, successore di Æthelwold, lo mandò lì a insegnare ai monaci benedettini, su richiesta dell'ealdorman Æthelmær, benefattore dell'abbazia.
Quella del 987 è una delle due date sicure riguardo Ælfric, che quindi all'epoca aveva già preso i voti. Æthelmær e suo padre Æthelweard erano entrambi illuminati sostenitori della cultura, e divennero i migliori amici di Ælfric.
Fu a Cerne, pare anche per volere di Æthelweard, che Ælfric scrisse le due serie di omelie in inglese antico (pubblicate da Benjamin Thorpe per la Ælfric Society tra il 1844 e il 1846 e, più di recente, da Malcolm Godden e Peter Clemoes). Queste omelie erano ispirate ai padri del Cristianesimo, e Ælfric le dedicò a Sigerico, arcivescovo di Canterbury dal 990 al 994. La prefazione in latino della prima serie di omelie contiene tutti i riferimenti bibliografici di Ælfric, tra cui spicca Papa Gregorio I.
Nella prefazione al primo volume, Ælfric rimarca che, ad eccezione delle traduzioni di Alfredo il Grande, gli inglesi non potevano in alcun modo imparare la dottrina cristiana così come era stata esposta dai padri della Chiesa. Secondo il professor Earle, Ælfric mirò a correggere gli insegnamenti apocrifi e superstiziosi delle Blickling homilies.
La prima serie, composta da quaranta omelie, è dedicata alla spiegazione dei principali eventi dell'anno cristiano. La seconda, invece, si sofferma sulla dottrina e sulla storia della Chiesa. L'insegnamento di Ælfric sull'eucaristia nei Canons e nel Sermo de sacrificio in die pascae fu chiamato in causa durante la Riforma Protestante, per dimostrare che l'antica Chiesa inglese non seguiva il dogma della Transustanziazione.
Dopo le due serie di omelie, Ælfric scrisse tre libri per aiutare gli studenti a imparare il latino: Grammatica, Glossario e Colloquio. Nella Grammatica, tradusse in inglese le regole del latino, creando così quella che è considerata la prima grammatica latina vernacolare in Europa. Il Glossario, invece, ha la particolarità di avere le parole non in ordine alfabetico, bensì raggruppate per argomento. Il Colloquio, invece, aveva lo scopo di aiutare gli studenti a imparare il latino tramite un manuale di conversazione. L'originale di questo scritto, ampliato successivamente dall'allievo Ælfric Bata, è sicuramente da attribuire ad Ælfric, e offre un ritratto fedele della sua vita di studioso.
Una terza serie di omelie scritte da Ælfric, Vite di Santi, è datata 996-997. Alcune omelie della seconda serie erano state scritte in una sorta di prosa ritmica, e questa pratica si ripete sistematicamente in quest'ultima opera, tanto che molte vite di santi sono state messe in versi dal professor Walter William Skeat. Allegate alle Vite di Santi ci sono altre due prediche, Sui falsi Dei e The Twelve Abuses. In particolare, la prima mostra come la Chiesa fosse ancora impegnata nella lotta contro le antiche religioni inglesi, ma anche contro quella degli invasori danesi.
Per volere di Æthelweard, Ælfric iniziò anche una parafrasi di parti dell'Antico Testamento, anche se controvoglia, poiché temeva che la diffusione di questo scritto potesse spingere gli ignoranti a credere che le pratiche degli antichi Ebrei fossero accettabili anche per i Cristiani.
Non c'è testimonianza certa che Ælfric sia rimasto a Cerne, ma gli scritti indirizzati ai suoi patroni e il fatto che abbia scritto i Canons in forma di lettera pastorale per Wulfsige, vescovo di Sherborne, nella cui diocesi era situata l'abbazia di Cerne, fanno pensare ad una presenza continuativa in quei luoghi.
L'anno 1005 è l'altro riferimento sicuro su Ælfric: in questo anno infatti, lasciò Cerne per il nuovo monastero di Æthelmær a Eynsham, situato a 85 miglia in direzione di Oxford. Qui Ælfric visse fino alla morte come primo abate di Eynsham. Dopo questa promozione, scrisse la Lettera ai monaci di Eynsham, adattamento del De consuetudine monachorum di Æthelwold. Allo stesso periodo risalgono una lettera a Wulfgeat di Ylmandun, un'introduzione allo studio dell'Antico e Nuovo Testamento (datata 1008), una vita in latino del suo maestro Æthelwold, una lettera pastorale in inglese e in latino per Wulfstan, arcivescovo di York e vescovo di Worcester, e una versione in lingua inglese del De Temporibus di Beda il Venerabile.
L'ultima notizia su Ælfric abate consiste in un testamento risalente circa al 1010.
Il contenuto del testamento dimostra ulteriormente la scrupolosità e la dedizione di Ælfric alla sua opera di evangelizzazione: in esso infatti, vengono date precise istruzioni per gli amanuensi, affinché il suo lavoro non venisse contaminato da aggiunte successive ed errori di trascrizione. Tuttavia, attraverso i secoli, il lavoro di Ælfric fu seriamente minacciato prima dalle invasioni dei vichinghi e, successivamente, dalla negligenza di chi lo custodiva quando, il 23 ottobre 1731, scoppiò un incendio ad Ashburnam House, dove era custodito, insieme al resto della Cottonian Library. Si calcola che, in quell'incendio, furono distrutti o danneggiati un migliaio di manoscritti.

### I temi delle opere di Ælfric
Ælfric fu il più prolifico autore in lingua inglese arcaica. Il suo tema principale è la misericordia divina. Ad esempio, scrive:
(omelia "Per la domenica di Pentecoste).)
Nelle omelie "Per il sesto giorno (venerdì) della terza settimana di Quaresima" e "Per la prima domenica dopo la pentecoste", viene anche detto:
Infine, ne "Quinta domenica dopo la Pentecoste", Ælfric ricorda che:
Questo tema della misericordia divina è in contrasto con le prediche impetuose dell'arcivescovo Wulfstan. Ælfric non esprime per niente l'opinione della gente comune dell'epoca. Il suo pensiero all'avanguardia sulle donne, e la sua presa di posizione sul concetto di purezza erano più estreme di altre all'epoca, anche se sono lontane da quelle attuali (Si veda ad esempio l'Omelia su Giuditta). Questo pensiero è sicuramente dovuto alla formazione di Ælfric presso il riformatore monastico Æthelwold di Winchester.

## Identificazione
Fino alla fine del XIX secolo, l'identificazione di Ælfric il grammatico fu problematica, soprattutto perché fu spesso confuso con Ælfric di Abingdon (Sant'Alfrico), arcivescovo di Canterbury. Sebbene Ælfric sia stato precedentemente confuso con questo arcivescovo, la maggior parte degli studiosi moderni assume per certo che non sia andato oltre la carica di abate di Eynsham.
In passato ci furono le seguenti identificazioni errate:
- L'identificazione con Sant'Alfrico, sostenuta da John Bale, Humphrey Wanley, Elizabeth Elstob e Edward Rowe Mores. In particolare, quest'ultimo gli attribuì la carica di abate dell'abbazia di Sant'Agostino a Dover e, successivamente, di arcivescovo di Canterbury.

- Henry Spelman, stampando i Canones ad Wulsinum episcopum, li attribuì ad Ælfric Puttock, arcivescovo di York, menzionando, in alcune note, altri personaggi che portavano lo stesso nome. L'identificazione di Ælfric il Grammatico con Ælfric arcivescovo di York fu discussa anche da Henry Wharton nell'Anglia sacra.

- Guglielmo di Malmesbury suggerì che Ælfric fosse abate di Malmesbury e vescovo di Crediton

I fatti principali della vita di Ælfric furono finalmente portati alla luce da Eduard Dietrich, che pose la base per i successivi scritti sull'argomento.